# 조이 (가수)
조이(본명: 박수영, 朴秀英, 1996년 9월 3일~)는 대한민국의 가수이다.

## 학력
- 서울신화초등학교 (2009년 졸업)
- 신창중학교 (2012년 졸업)
- 서울공연예술고등학교 연기예술과 (2015년 졸업)

## 생애
조이는 1996년 9월 3일에 제주도에서 3녀중 첫째로 태어나 서울특별시 도봉구에서 자랐다. 중학교 2학년 수학여행 때 처음으로 무대에 서서 체리필터의 '오리날다'를 부르면서 무대에 딱 한 번 섰는데, 노래를 한 소절 부르는 순간 환호를 듣고 무대의 맛을 알았고 무대가 정말 좋아서 크고 작은 무대에 계속 서다가, 친구들이 오디션을 보는 것이 어떻겠냐고 해서 2012년 고등학교 1학년 때 'SM 글로벌 오디션 IN 서울'에 도전하여 합격했고 SM 엔터테인먼트에 캐스팅 되어 2년간의 연습생을 거쳐 데뷔하였다.

## 음반 활동

### 솔로 활동
- 2021년 5월 31일 - 《안녕 (Hello) - Special Album》
  - <안녕 (Hello)>
  - <Je T'aime>
  - <Day By Day>
  - <좋을텐데 (If Only) (Feat. 폴킴)>
  - <Happy Birthday To You>
  - <그럴때마다 (Be There For You)>

### 콜라보레이션
- 2016년 4월 16일 - 《어린애(愛)》
  - 〈어린애(愛)〉 with 육성재(쀼)
- 2016년 11월 4일 - 《SM STATION》
  - 〈이별을 배웠어 (Always In My Heart)〉 with 임슬옹
- 2016년 12월 18일 - 《인기가요 뮤직 크러쉬 Part.4》
  - 〈First Christmas〉 with NCT 도영
- 2018년 10월 18일 - 《오늘의 탐정》
  - 〈나라는 꿈 (Dream Me)〉 with NCT 마크
- 2020년 5월 21일 - 《Homemade》
  - 〈자나깨나 (Mayday)〉 with 크러쉬
- 2021년 4월 15일 - 《왜 사랑은 언제나 쉽지 않을까?》
  - <왜 사랑은 언제나 쉽지 않을까?> with 바른연애 길잡이

### OST
- 《그녀는 거짓말을 너무 사랑해》 OST (2017년)
  - 〈여우야〉
  - 〈괜찮아, 난〉
  - 〈요즘 너 말야〉
  - 〈Shiny Boy〉
  - 〈너를 기다리는 법〉
  - 〈내게 오는 길〉
- 《위대한 유혹자 OST Part 2》 (2018년 3월 27일)
  - 〈말도 안돼〉
- 《슬기로운 의사생활 OST Part 2》 (2020년 3월 20일)
  - 〈좋은 사람 있으면 소개 시켜줘〉
- 《한 사람만 OST Part 4》 (2022년 1월 25일)
  - 〈감정의 이름〉

## 음반 외 활동

### 드라마
| 연도 | 방송사   | 제목                        | 역할             | 비고                   |
| ---- | -------- | --------------------------- | ---------------- | ---------------------- |
| 2016 | KBS2     | 태양의 후예                 | 군부대 초대 가수 | 카메오 With (레드벨벳) |
| 2017 | tvN      | 그녀는 거짓말을 너무 사랑해 | 윤소림           | 주연                   |
| 2017 | 네이버TV | 썸남                        | 여배우 조이      | 웹드라마 (우정출연)    |
| 2018 | MBC      | 위대한 유혹자               | 은태희           | 주연                   |
| 2021 | JTBC     | 한 사람만                   | 성미도           | 주연                   |

### 영화
| 연도 | 제목            | 역할 | 비고       |
| ---- | --------------- | ---- | ---------- |
| 2020 | 트롤: 월드 투어 | 아리 | 애니메이션 |

### 예능
- 2015년 SBS 《런닝맨》 - 게스트 출연
- 2015년 ~ 2016년 MBC 《우리 결혼했어요》 - 고정 출연 (With 육성재)
- 2016년 SBS 《동상이몽, 괜찮아 괜찮아》 - 게스트 출연
- 2016년 MBC 《마이 리틀 텔레비전》 - 게스트 출연
- 2016년 KBS2 《트릭 & 트루》 - 패널
- 2017년 MBC 《설특집 오빠 생각》 - 게스트 출연
- 2017년 MBC 《미스터리 음악쇼 복면가왕》 - 넌 내게 반했어! 반다비! (참가자)
- 2017년 JTBC 《한끼줍쇼》 - 게스트 출연
- 2018년 JTBC 《투유 프로젝트 - 슈가맨 2》 - 진행
- 2019년 온스타일 겟잇뷰티 - 패널/진행
- 2020년 KBS2 《해피투게더》 - 게스트 출연
- 2020년 SBS 《진짜 농구, 핸섬타이거즈》 - 고정 출연(매니저)
- 2020년 tvN 《짠내투어》 - 게스트
- 2021년 SBS 《TV 동물농장》 - 진행
- 2021년 TVN 《놀라운토요일》- 게스트

### 교양
- 2021년 SBS 《TV 동물농장》 - 신동엽 정선희 토니안 과 함께 동반진행 (2021년 6월 6일 ~ 현재)

### 광고
- 2018년 롯데주류 피츠 슈퍼클리어
- 2019년 에스쁘아 코스매틱
- 2019년 아베다 헤어케어
- 2021년 아떼 코스메틱
- 2022년 삼화식품공사 아리치

## 수상 및 후보
| 연도 | 시상식              | 부문                               | 작품                  | 결과 |
| ---- | ------------------- | ---------------------------------- | --------------------- | ---- |
| 2015 | MBC 방송연예대상    | 올해의 뉴스타상                    | 우리 결혼했어요 시즌4 | 수상 |
| 2015 | MBC 방송연예대상    | 베스트 커플상 (With 육성재)        | 우리 결혼했어요 시즌4 | 수상 |
| 2018 | 제2회 더 서울어워즈 | 드라마부문 여자인기상              | 위대한 유혹자         | 후보 |
| 2018 | MBC 연기대상        | 여자 신인상                        | 위대한 유혹자         | 후보 |
| 2018 | MBC 연기대상        | 월화미니시리즈부문 여자 우수연기상 | 위대한 유혹자         | 후보 |